# Pinus hwangshanensis

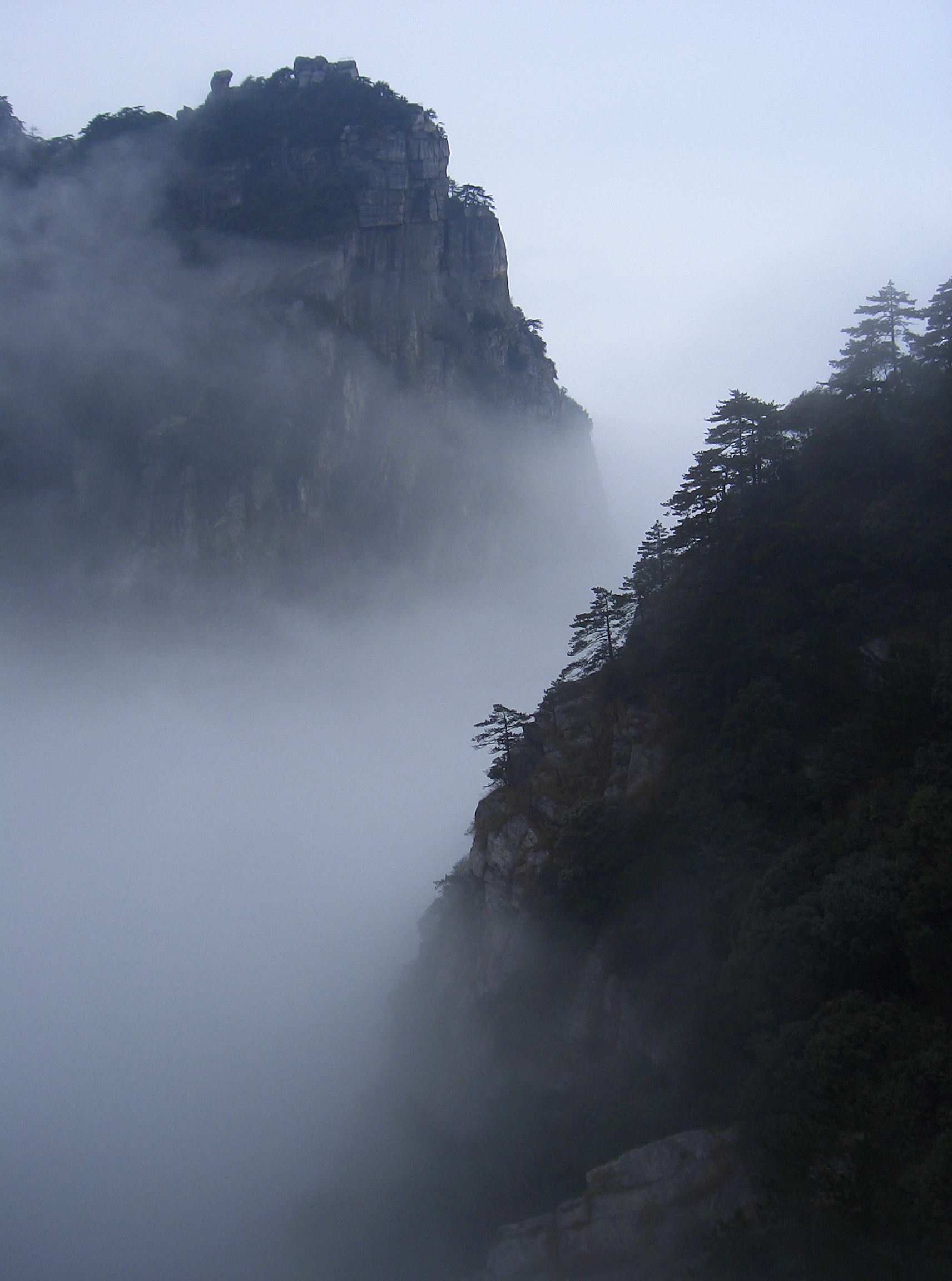
Pinus hwangshanensis на горі Лушань, Цзянси.

Pinus hwangshanensis (сосна хуаньшанська) — вид дерев роду сосна родини соснових.

## Опис
Pinus hwangshanensis — це вічнозелене дерево, що досягає 15-25 метрів (49-82 футів) у висоту, з дуже широкою, плоскою вершиною. Кора товста, сіра, з лускатим покриттям. Листя голчасті, темно-зелені, зібрані по 2 в пучку, 5-8 см завдовжки і 0,8-1 мм завширшки, постійний оболонка пучка 1 см довжиною. Шишки широкі присадкувато-яйцеподібні, 4-6, в середньому 5 см завдовжки, жовто-коричневі, відкриваються, при дозріванні в кінці зими до 5-7 см шириною. Насінини крилаті, 5-6 мм завдовжки 1,5-2,5 см крила. Запилення відбувається в середині весни, в шишках після закінчення терміну 18-20 місяців. Вона близько споріднена з японською чорною сосною (Pinus thunbergii), відрізняючись від неї тоншим листям, коричневими (не білими) насінинами і широкими шишками.

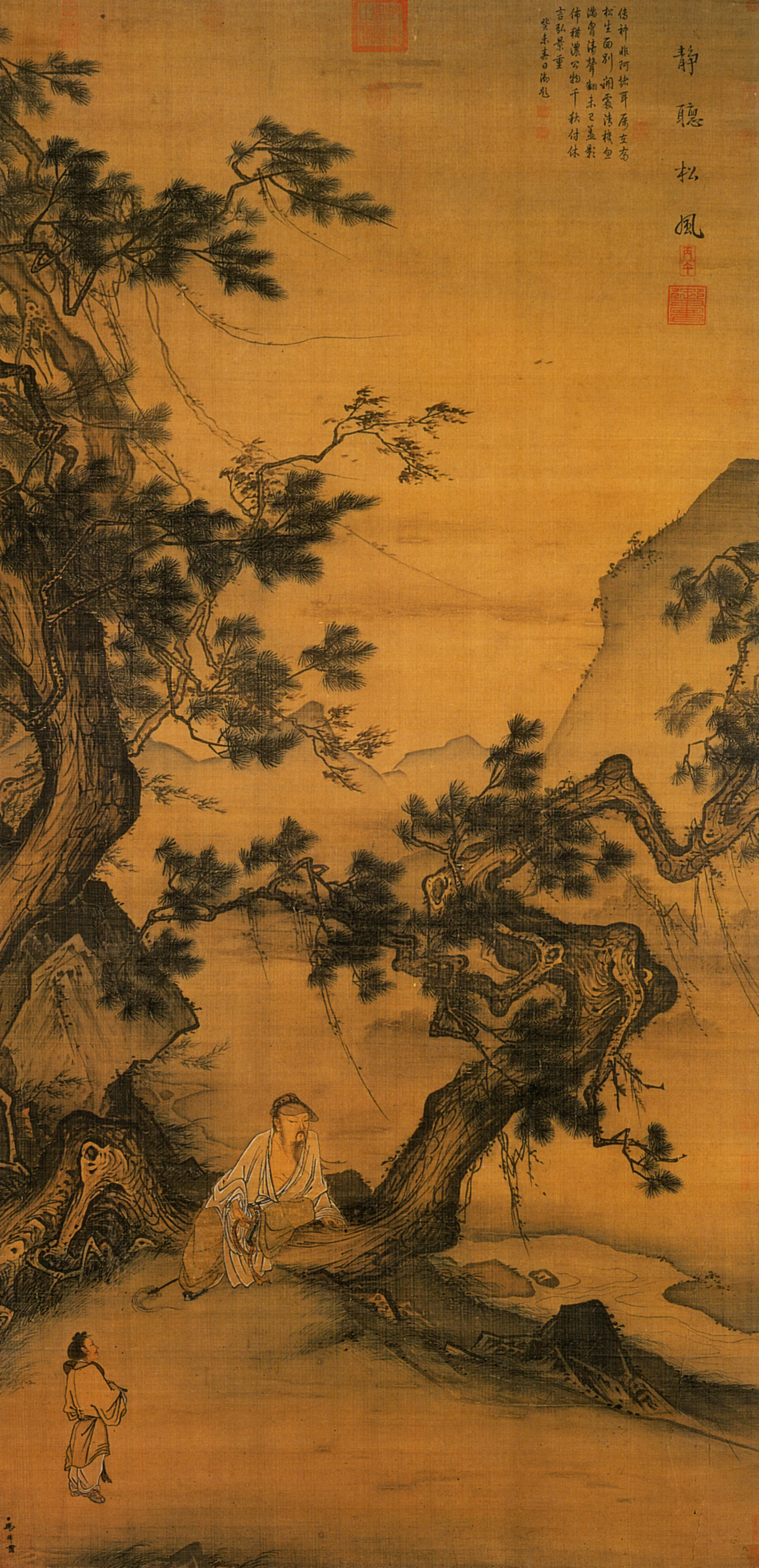
Pinus hwangshanensis у Ханчжоу (Ма Лінь, 1246).

Pinus hwangshanensis зазвичай ростуть у помірних та великих висотах, на крутих кам'янистих скелях, і є основним компонентом рослинності у виняткових пейзажах сході Китаю. Багато цих дерев цінують за їх унікальні міцні форми; часто їх зображують у традиційному китайському живописі.

## Поширення
Країни зростання:
Китай (провіції:Аньхой, Фуцзянь, Хубей, Хунань, Цзянсі, Чжецзян)